# 2010 AL30
2010 AL30 è un asteroide del tipo Apollo, dista mediamente circa 160 milioni di chilometri dal Sole.

## Scoperta
È stato scoperto dal Linear Survey dei Lincoln Laboratories del MIT il 10 gennaio 2010. Il giorno 13 gennaio 2010 alle ore 12:46 pm, ora di Greenwich, 2010 AL30 ha sfiorato la Terra transitando a una distanza di circa 130 000 chilometri. Se fosse entrato in collisione con la Terra entrando nella sua atmosfera non avrebbe provocato danni, in quanto si sarebbe disintegrato.

## Caratteristiche e parametri orbitali
2010 AL30 si trova a 160 milioni di chilometri dal Sole, con un perielio interno all'orbita di Venere e un afelio esterno all'orbita di Marte: l'orbita dell'asteroide ha una discreta eccentricità. Questo corpo celeste fa parte degli asteroidi Apollo e impiega circa 3 ore e mezzo circa per compiere una rotazione completa.